# Paris-Roubaix de 1992
A 90.ª edição da Paris-Roubaix teve lugar a 12 de abril de 1992 e foi vencida pelo francês Gilbert Duclos-Lassalle em solitário. A prova contou com 267 quilómetros.

## Classificação Final

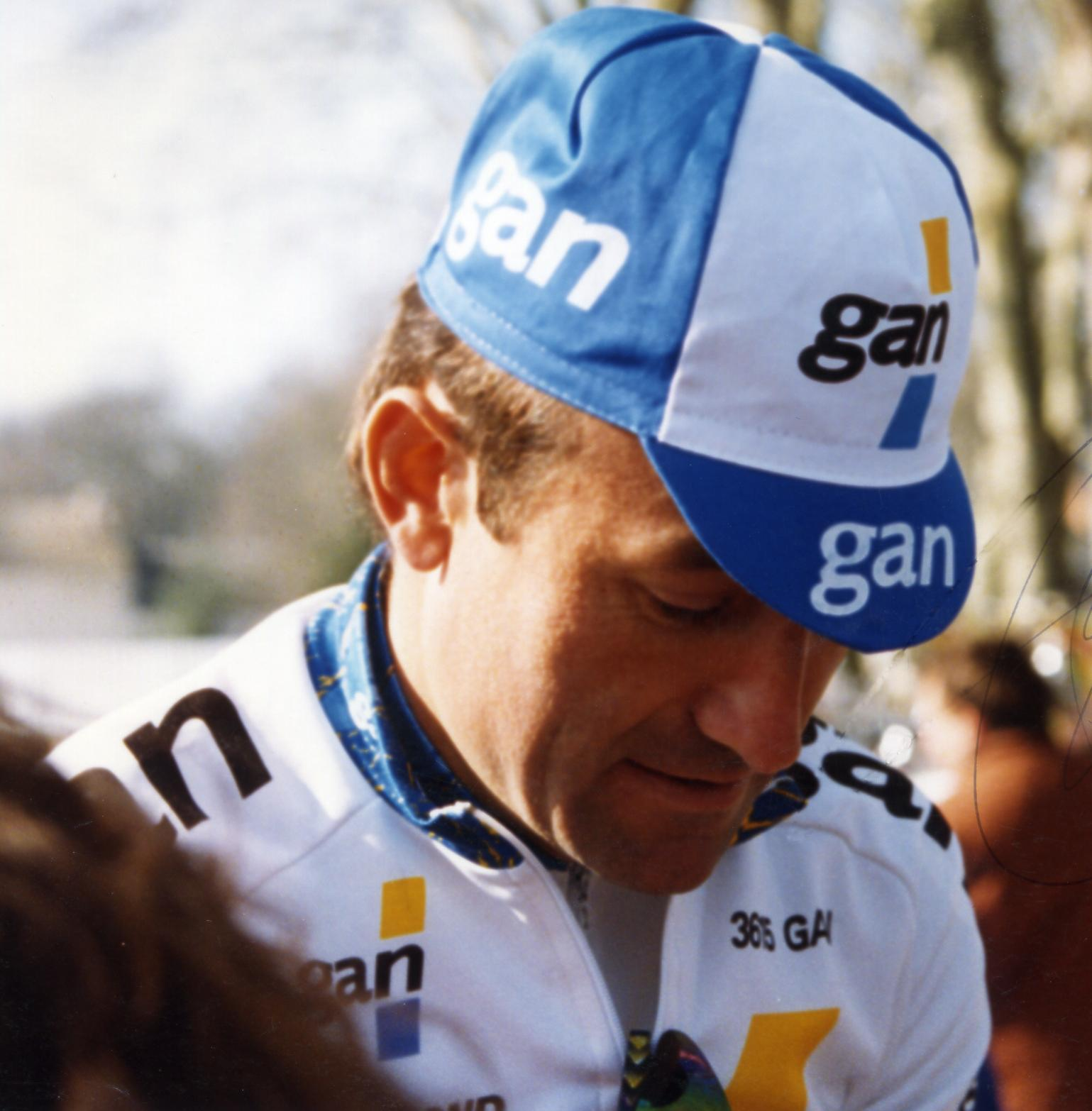
Gilbert Duclos-Lassalle, ganhador desta edição

| Posição | Ciclista                | Equipa          | Tempo      |
| ------- | ----------------------- | --------------- | ---------- |
| 1.      | Gilbert Duclos-Lassalle | Z               | 6h 26' 56" |
| 2.      | Olaf Ludwig             | Telekom         | + 34"      |
| 3.      | Johan Capiot            | TVM-Sanyo       | + 1' 22"   |
| 4.      | Peter Pieters           | Tulip Computers | m.t.       |
| 5.      | Jean-Claude Colotti     | Z               | m.t.       |
| 6.      | Etienne De Wilde        | Telekom         | m.t.       |
| 7.      | Johan Museeuw           | Lotto           | m.t.       |
| 8.      | Nico Verhoeven          | PDM-Concorde    | m.t.       |
| 9.      | Greg Lemond             | Z               | m.t.       |
| 10.     | Hendrik Redant          | Lotto           | m.t.       |